# Jack Cade
Jack Cade, John Mortimer (ur. w Irlandii, zm. 12 lipca 1450) – przywódca powstania w Anglii w 1450.
Z pochodzenia Irlandczyk. Po zakończeniu wojny stuletniej, w czasie której służył jako żołnierz we Francji, osiadł w hrabstwie Kent. Tam stanął na czele buntu chłopów i mieszczan, którzy domagali się obniżenia podatków i cen, usunięcia kilku ministrów, położenia kresy przekupstwu i powrotu z wygnania Ryszarda Plantageneta. Jack Cade przyjął nazwisko John Mortimer i głosił, że jest kuzynem Ryszarda. Powstańcy dowodzeni przez niego 18 czerwca 1450 roku odnieśli zwycięstwo nad oddziałami królewskimi w bitwie pod Sevenoaks. Gdy do rebeliantów z Kentu dołączyli powstańcy z Esseksu, Jack Cade 4 lipca wkroczył do Londynu. W mieście wykonano egzekucję na Jamesie Fiennesie, baronie Saye and Sele i szeryfie Williamie Crowmer. Następnie powstańcy wycofali się do Southwark. Pokój został zawarty 6 lipca, w czym udział mieli arcybiskup Yorku i biskup Winchester.
Jack Cade nie skorzystał z amnestii ogłoszonej przez rząd (z której skorzystała większość powstańców), ale nadal walczył, powstańcom udało się nawet rozbić więzienie w Southwark. Natomiast próba zdobycia zamku Queenborough zakończyła się fiaskiem. Śmiertelnie ranny Cade 12 lipca został ujęty pod Lewes i zabity, zanim stanął przed sądem.